# Lauresses
Lauresses (okzitanisch: Laureças) ist eine französische Gemeinde mit 242 Einwohnern (Stand: 1. Januar 2022) im Département Lot in der Region Okzitanien (vor 2016: Midi-Pyrénées). Sie gehört zum Arrondissement Figeac und zum Kanton Lacapelle-Marival.

## Geographie
Lauresses liegt etwa 26 Kilometer westsüdwestlich von Aurillac und etwa 15 Kilometer nordnordwestlich von Figeac. Umgeben wird Lauresses von den Nachbargemeinden Labastide-du-Haut-Mont im Norden und Nordosten, Saint-Hilaire im Osten, Quézac im Südosten, Saint-Cirgues im Süden, Gorses im Westen und Südwesten sowie Latronquière im Westen.

## Bevölkerungsentwicklung
| Jahr                       | 1962 | 1968 | 1975 | 1982 | 1990 | 1999 | 2006 | 2018 |
| Einwohner                  | 557  | 542  | 524  | 505  | 402  | 296  | 297  | 256  |
| Quellen: Cassini und INSEE |      |      |      |      |      |      |      |      |